# Tomoki Takahashi
Tomoki Takahashi (jap. 高橋 知己, Takahashi Tomoki; * um 1950) ist ein japanischer Jazzmusiker (Sopran- und Tenorsaxophon).
Tomoki Takahashi spielte ab den frühen 1970er-Jahren in der japanischen Jazzszene u. a. mit Shigeharu Mukai, mit dem 1974 erste Aufnahmen entstanden (For My Little Bird), ferner mit Yosuke Yamashita, Takeo Moriyama, Ryōjirō Furusawa, Kazuhiko Tsumura und 1982 mit Akira Sakata. Sein Debütalbum Tomoki (Better Days) nahm er Anfang 1979 mit Shigeharu Mukai, Kazuhide Motooka, Kazumi Watanabe, Kawabata Tamio und Ryojiro Furusawa auf; im Juni 1980 kam es zu einer Begegnung mit Elvin Jones, aus der das gemeinsame Album Another Soil für Denon (mit Shigeharu Mukai, Kiyoshi Sugimoto, Junichiro Ohkuchi und den Bassisten Hideaki Mochizuki und Tamio Kawabata) resultierte. Im Bereich des Jazz war er zwischen 1974 und 1997 an zwölf Aufnahmesessions beteiligt, zuletzt mit seinem Livealbum Make Someone Happy, auf dem Takahashi mit Kazuhide Motooka (Piano), Satoshi Kosugi (Bass) und Fumio Watanabe (Schlagzeug) spielte. In späteren Jahren arbeitete er weiterhin mit eigenen Bands, so in den 2000er-Jahren mit Kazuhiko Tsumura, Nobuyuki Komatsu und Tomoyuki Shima, 2016 noch mit Sachiko Ikuta, Sho Kudo und Ryo Saito.